# Recife
Recife [ʁeˈsifi], amtlich Município do Recife, ist die Hauptstadt des Bundesstaates Pernambuco im Nordosten Brasiliens. Sie ist eine Hafenstadt am Atlantischen Ozean mit über 1,6 Millionen Einwohnern und Zentrum der Metropolregion Recife. Der Name „Recife“ ist eine Anspielung auf die Felsenriffe, die die Strände der Stadt schützen.

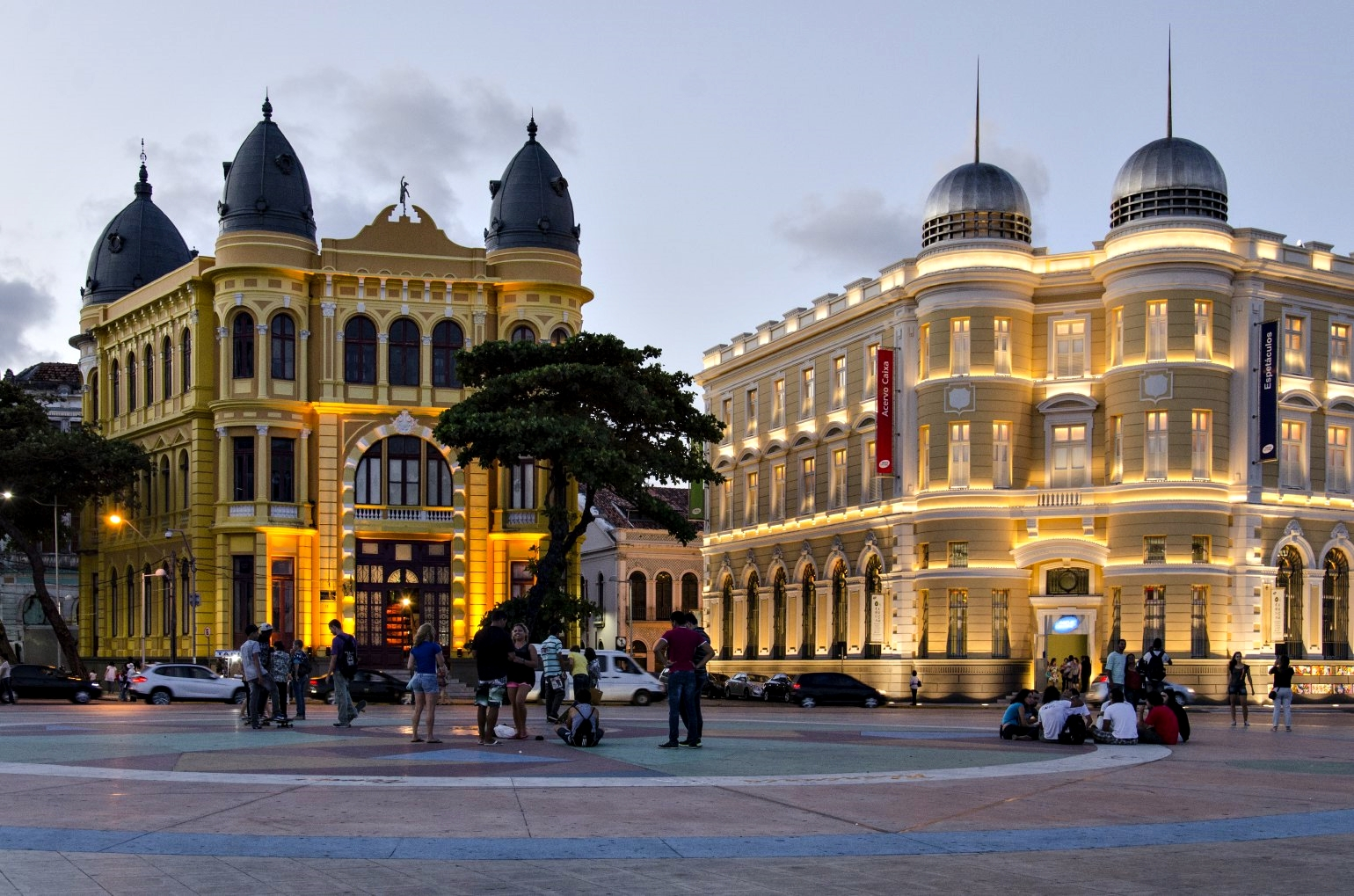
Marco Zero

## Geschichte
Die Gegend von Recife wurde 1537 von den Portugiesen besiedelt. Zwischen 1630 und 1654 befanden sich hier der Hauptstützpunkt und das Handelszentrum der Niederländer, die versuchten, den Portugiesen die Herrschaft über Brasilien streitig zu machen, und die im Nordosten die Kolonie Niederländisch-Brasilien errichteten. Der deutsche Fürst und Generalgouverneur Johann Moritz von Nassau-Siegen, der für die Niederländische Westindien-Kompanie arbeitete, galt als der eigentliche Stadtgründer. Er nannte die Stadt Mauritsstad (Moritzstadt, portugiesisch: Maurícia) und versuchte, die neue Kolonie wirtschaftlich und kulturell weiterzuentwickeln. Die vielen Sümpfe und Inseln wurden von den Niederländern durch das Anlegen von Kanälen bewohnbar gemacht. Aus dieser Zeit sind auch zahlreiche Gebäude erhalten.
1654, nach der Schlacht von Guararapes, mussten die Niederländer die Kolonie aufgeben. Maurícia wurde portugiesisch. 1710 wurde die Stadt in Vila do Recife umbenannt. 1823 wurde Recife anstelle von Olinda Hauptstadt von Pernambuco.
1930 überquerte LZ 127 „Graf Zeppelin“ zum ersten Mal nonstop den Südatlantik von Sevilla nach Recife. In Recife befindet sich der Zeppelinturm, an dem die Luftschiffe im Transatlantikverkehr anlegen konnten. Er ist der einzige vollständig erhaltene Ankermast, der im Transatlantikverkehr eingesetzt wurde.
Städtespitznamen sind „Veneza Brasileira“ (das „brasilianische Venedig“), „Florença dos Trópicos“ („Florenz der Tropen“), „Cidade Maurícia“ („Moritzstadt“), „Manguetown“ („Mangrovenstadt“) und „Capital dos Naufrágios“ („Hauptstadt der Schiffbrüche“).
Recife ist bekannt für seine innovativen Bürgerbeteiligungsprojekte. Im Juni 2011 erhielt Bürgermeister João da Costa von Bundeskanzlerin Angela Merkel den Reinhard-Mohn-Preis. Die mit 150.000 Euro dotierte Auszeichnung würdigt den Bürgerhaushalt der Stadt.
Bevölkerungsentwicklung der Stadt
| Jahr | Einwohnerzahl |
| ---- | ------------- |
| 1872 | 116.671       |
| 1890 | 111.556       |
| 1900 | 113.106       |
| 1920 | 238.843       |
| 1940 | 348.424       |
| 1950 | 524.682       |
| 1960 | 797.234       |
| 1970 | 1.084.459     |
| 1980 | 1.240.937     |
| 1991 | 1.298.229     |
| 2000 | 1.422.905     |
| 2010 | 1.537.704     |
| 2021 | 1.661.017     |

## Geographie

### Lage und Umgebung
Recife liegt am Capibaribe, der hier nach rund 240 Kilometern in den Atlantik mündet. Weitere Flüsse und ein Kanal prägen das Stadtbild. Das historische Zentrum befindet sich auf zwei Inseln, die nur wenige Meter vom Festland entfernt sind, was auch die Bezeichnung „brasilianisches Venedig“ nahelegte. Die Höhe über Meeresspiegel wird mit vier Meter angegeben, was Recife zu einer der niedrigst gelegenen Städte Brasiliens macht. Sie gilt durch den Anstieg des Meeresspiegels, bedingt durch den Klimawandel, als gefährdet.
Der Name der Stadt bedeutet „Riff“: Parallel zur Atlantikküste ziehen sich Muschelbänke und Korallenriffe hin. Sie bremsen die Wellen ab und bilden ein natürliches Becken, das wegen des ruhigen Wassers zum Schwimmen geeignet ist.
In der näheren Umgebung gibt es weitere kleinere Flüsse. Die Umgebung ist deswegen recht fruchtbar. Es wird unter anderem Zuckerrohr angebaut. Nach wenigen Kilometern erreicht man die ersten Hügel des brasilianischen Berglandes.
Zur Metropolregion Recife zählen die Städte Jaboatão dos Guararapes, Olinda, Paulista, Abreu e Lima, Igarassu, Camaragibe, Cabo de Santo Agostinho und São Lourenço da Mata. Olinda ist eine der ältesten Kolonialstädte Brasiliens mit barocker Architektur. Die Stadt wurde 1982 in das Weltkulturerbe der UNESCO aufgenommen.

### Strände
Recife ist für seine Strände berühmt. Der bedeutendste Strand in der Stadt ist im Stadtteil Boa Viagem. In der Nähe der Stadt liegen:
- Gaibu und Calhetas (40 km südlich)
- Porto de Galinhas, Ipojuca (60 km südlich)
- Itamaracá (40 km nördlich)
- São José da Coroa Grande (30 km südlich)
- Mangue Seco (25 km nördlich)

Es gab seit 1992 50 Haiangriffe. 18 Personen wurden getötet, 32 schwer verletzt. Die Todesfälle ereigneten sich vor allem an den Stränden Boa Viagem, Pina und Piedade.

## Klima
|                       | Jan  | Feb  | Mär  | Apr  | Mai  | Jun  | Jul  | Aug  | Sep  | Okt  | Nov  | Dez  |   |      |
| Mittl. Tagesmax. (°C) | 30,2 | 30,2 | 30,0 | 29,7 | 28,9 | 28,8 | 27,3 | 27,5 | 28,1 | 29,0 | 30,1 | 30,2 | ⌀ | 29,2 |
| Mittl. Tagesmin. (°C) | 22,4 | 22,6 | 22,7 | 22,6 | 21,9 | 21,6 | 21,1 | 20,6 | 20,7 | 21,4 | 21,9 | 22,2 | ⌀ | 21,8 |
|                       |      |      |      |      |      |      |      |      |      |      |      |      |   |      |
| Niederschlag (mm)     | 103  | 144  | 265  | 326  | 329  | 390  | 386  | 214  | 123  | 66   | 48   | 65   | Σ | 2459 |
|                       |      |      |      |      |      |      |      |      |      |      |      |      |   |      |
| Sonnenstunden (h/d)   | 7,9  | 7,5  | 6,6  | 6,2  | 6,0  | 5,6  | 5,5  | 6,7  | 7,2  | 8,0  | 8,9  | 8,2  | ⌀ | 7    |
|                       |      |      |      |      |      |      |      |      |      |      |      |      |   |      |
| Regentage (d)         | 12   | 12   | 16   | 19   | 21   | 22   | 23   | 19   | 15   | 11   | 8    | 9    | Σ | 187  |
|                       |      |      |      |      |      |      |      |      |      |      |      |      |   |      |
| Wassertemperatur (°C) | 27   | 27   | 27   | 27   | 27   | 27   | 26   | 26   | 26   | 26   | 27   | 27   | ⌀ | 26,7 |
|                       |      |      |      |      |      |      |      |      |      |      |      |      |   |      |
| Luftfeuchtigkeit (%)  | 73   | 77   | 80   | 84   | 85   | 85   | 85   | 85   | 78   | 76   | 74   | 75   | ⌀ | 79,8 |

| 22,4 |

| 22,6 |

| 22,7 |

| 22,6 |

| 21,9 |

| 21,6 |

| 21,1 |

| 20,6 |

| 20,7 |

| 21,4 |

| 21,9 |

| 22,2 |

| 22,4 |

| 22,6 |

| 22,7 |

| 22,6 |

| 21,9 |

| 21,6 |

| 21,1 |

| 20,6 |

| 20,7 |

| 21,4 |

| 21,9 |

| 22,2 |

## Landespolitik
Als Hauptstadt des Bundesstaats Pernambuco ist Recife auch Sitz des Gouverneurs und des Landesparlaments Legislativversammlung von Pernambuco (ALEPE, Assembleia Legislativa de Pernambuco).

## Stadtverwaltung
Exekutive: Stadtpräfekt (Bürgermeister) war für die Amtszeit von 2017 bis 2020 nach der Kommunalwahl 2016 Geraldo Júlio de Mello Filho, kurz Geraldo Júlio, des Partido Socialista Brasileiro (PSB). Bei der Kommunalwahl 2020 wurde er für die Amtszeit von 2021 bis 2024 durch João Henrique Campos, ebenfalls PSB, abgelöst.
Legislative: Für die 17. Legislaturperiode wurden 39 Stadträte (vereadores) gewählt.

### Stadtgliederung
Recife ist in sechs Verwaltungsregionen, portugiesisch: regiões político-administrativas (RPA) und 96 Bairros (Stadtviertel) gegliedert:
| RPA                   | Mikro- region | Bairros |  |
| --------------------- | ------------- | --- |  |
| \|RPAR 1 - Centro (1) | 1.1           | Recife und Santo Amaro |  |
| \|RPAR 1 - Centro (1) | 1.2           | Boa Vista, Cabanga, Ilha do Leite, Paissandu, Santo Antônio, São José, Soledade |  |
| \|RPAR 1 - Centro (1) | 1.3           | Coelhos, Ilha Joana Bezerra |  |
| RPAR 2 - Norte (2)    | 2.1           | Arruda, Campina do Barreto, Campo Grande, Encruzilhada, Hipódromo, Peixinhos, Ponto de Parada, Rosarinho, Torreão                                                                          |  |
| RPAR 2 - Norte (2)    | 2.2           | Água Fria, Alto Santa Terezinha, Bomba do Hemetério, Cajueiro, Fundão, Porto da Madeira |  |
| RPAR 2 - Norte (2)    | 2.3           | Beberibe, Dois Unidos, Linha do Tiro |  |
| RPAR 3 - Noroeste (3) | 3.1           | Aflitos, Alto do Mandu, Apipucos, Casa Amarela, Casa Forte, Derby, Dois Irmãos, Espinheiro, Graças, Jaqueira, Monteiro, Parnamirim, Poço da Panela, Santana, Tamarineira, Sítio dos Pintos |  |
| RPAR 3 - Noroeste (3) | 3.2           | Alto José Bonifácio, Alto José do Pinho, Mangabeira, Morro da Conceição, Vasco da Gama |  |
| RPAR 3 - Noroeste (3) | 3.3           | Brejo da Guabiraba, Brejo do Beberibe, Córrego do Jenipapo, Guabiraba, Macaxeira, Nova Descoberta, Passarinho, Pau Ferro                                                                   |  |
| RPAR 4 - Oeste (4)    | 4.1           | Cordeiro, Ilha do Retiro, Iputinga, Madalena, Prado, Torre, Zumbi |  |
| RPAR 4 - Oeste (4)    | 4.2           | Engenho do Meio, Torrões |  |
| RPAR 4 - Oeste (4)    | 4.3           | Caxangá, Cidade Universitária, Várzea |  |
| RPAR 5 - Sudoeste (5) | 5.1           | Afogados, Bongi, Mangueira, Mustardinha, San Martin |  |
| RPAR 5 - Sudoeste (5) | 5.2           | Areias, Caçote, Estância, Jiquiá |  |
| RPAR 5 - Sudoeste (5) | 5.3           | Barro, Coqueiral, Curado, Jardim São Paulo, Sancho, Tejipió, Totó |  |
| RPAR 6 - Sul (6)      | 6.1           | Boa Viagem, Brasília Teimosa, Imbiribeira, Ipsep, Pina |  |
| RPAR 6 - Sul (6)      | 6.2           | Ibura, Jordão |  |
| RPAR 6 - Sul (6)      | 6.3           | Cohab |  |

## Kultur

### Sehenswürdigkeiten

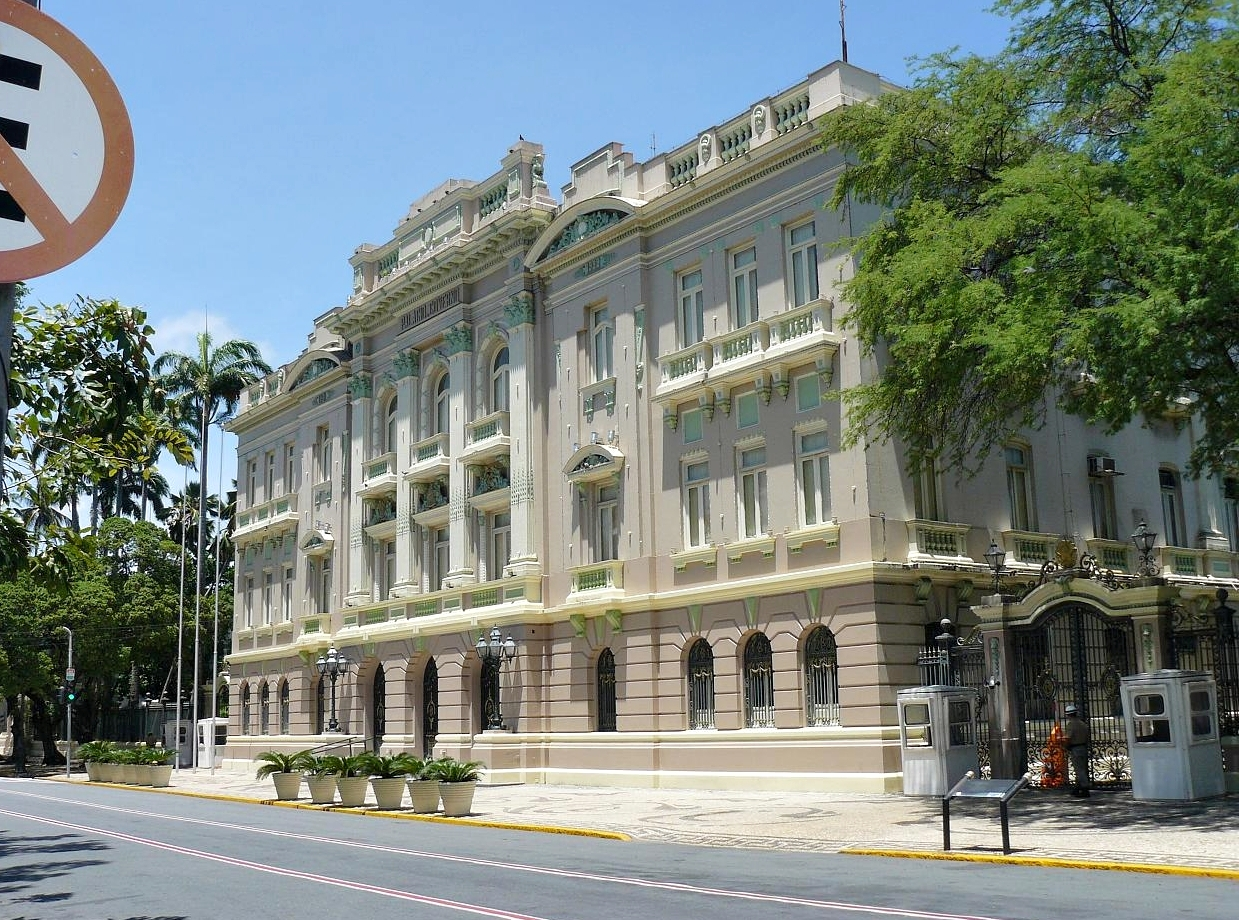
Palácio do Campo das Princesas

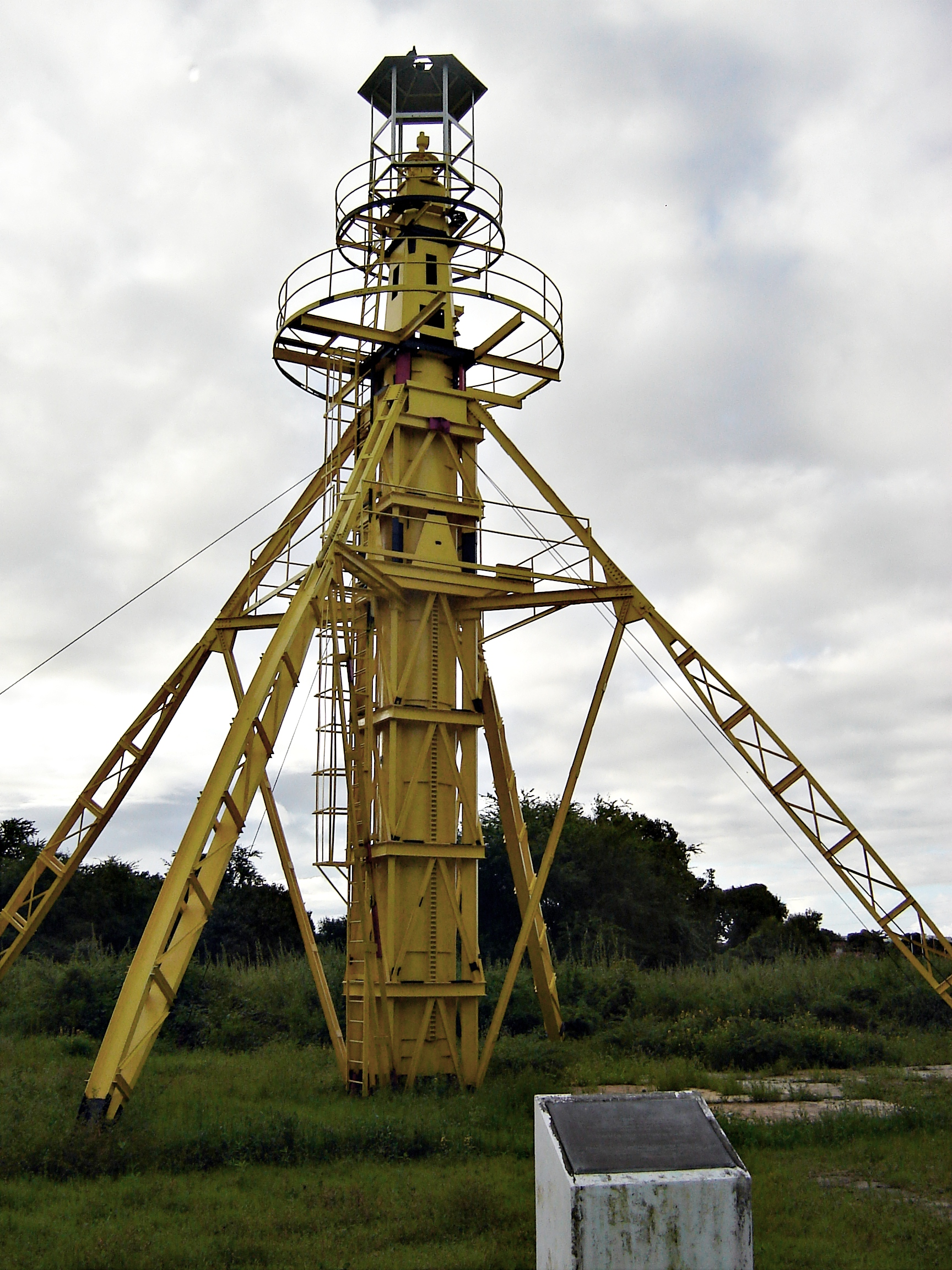
Technisches Denkmal: der Ankermast für Luftschiffe (Foto 2007)

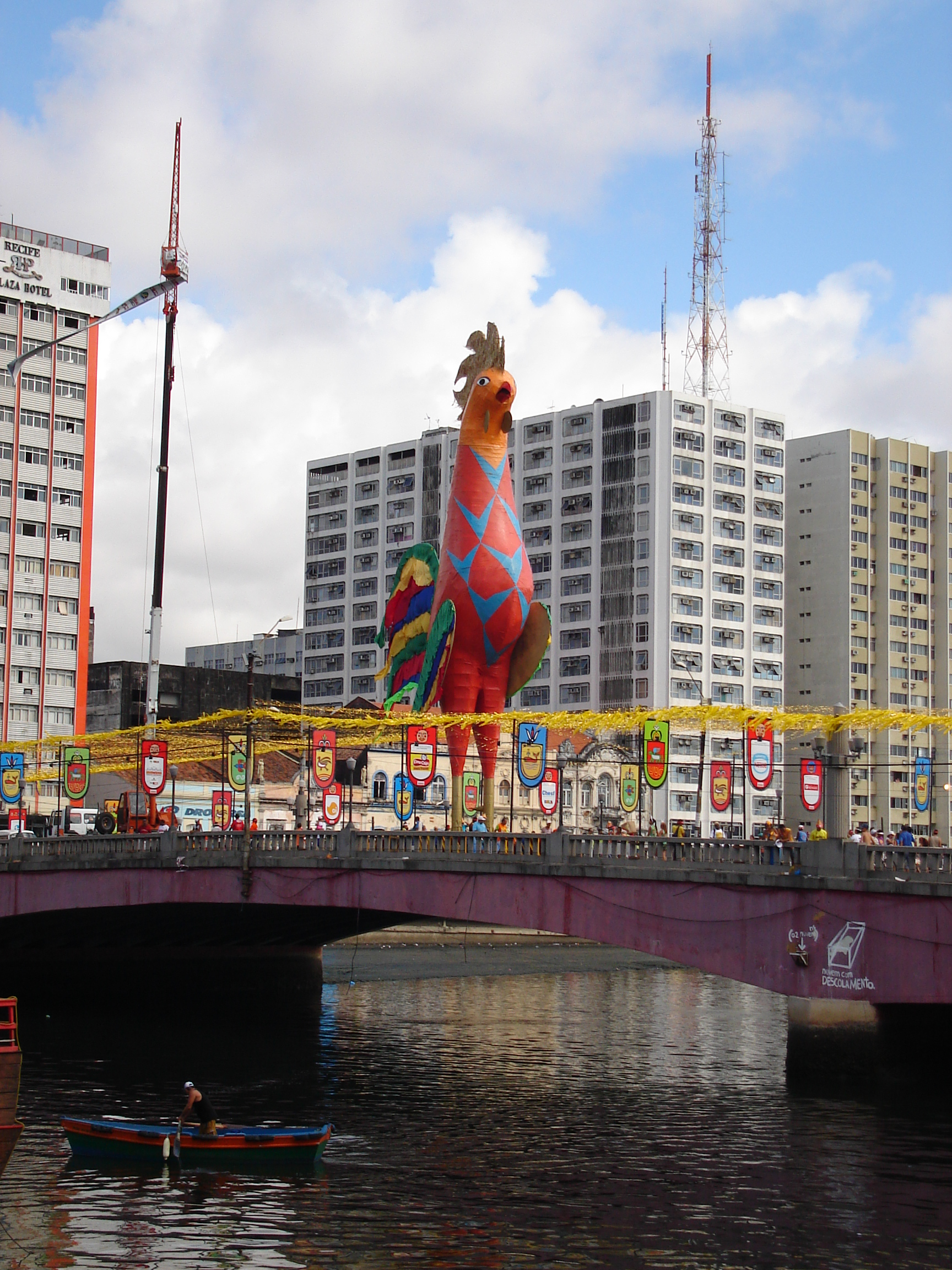
Galo da Madrugada

Generalkonsulat der Bundesrepublik Deutschland in Boa Viagem

- Auf der Insel Ilha de Antônio Vaz liegen die Altstadtviertel Santo Antônio und São José. Dort befinden sich der Palácio das Princesas, das klassizistische Teatro Santa Isabel, die 1697 erbaute Igreja da Ordem Terceira de São Francisco, die 1767 fertiggestellte Basilika Unserer Lieben Frau vom Berg Karmel (Basílica de Nossa Senhora do Carmo) und das wichtigste sakrale Bauwerk, die kleine „Goldene Kapelle“ (capela dourada).
- Die Basilika Nossa Senhora da Penha (deutsch Basilika Unserer Lieben Frau vom Felsen) ist eine Pfarrkirche. Die Kirche des Kapuzinerklosters im Erzbistum Olinda und Recife war die erste des Ordens in Brasilien und trägt den Titel einer Basilica minor.
- Der größte Strand der Stadt, Praia da Boa Viagem mit seinen (Fisch-)Restaurants ist das Tourismuszentrum Recifes.
- Der Casa-Forte-Platz wurde 1935 von dem Architekten Burle Marx mit brasilianischen Regenwald-Pflanzen gestaltet. Der Euclides da Cunha-Platz wird dagegen von Pflanzen der lokalen Caatinga, vor allem Kakteen dominiert.[11]
- In Recife steht die 1636 gegründete Kahal-Zur-Israel-Synagoge, die älteste Synagoge in der Neuen Welt.
- Das Casa da Cultura ist ein ehemaliges Gefängnis. In den 150 Zellen sind heute kleine Kunsthandwerksbetriebe untergebracht, die vor allem an Touristen verkaufen.
- Der letzte erhaltene Ankermast (Torre do Zeppelin) für Luftschiffe von Zeppelin befindet sich im Stadtteil Jiquiá in der Nähe der Metrô-Station Mangueira. Er wurde ab 1930 für den transatlantischen Verkehr genutzt. In den letzten Jahren wurde er mehrfach restauriert und soll in ein Landschaftsprojekt der Stadtverwaltung von Recife eingebunden werden.
- Der Karneval in Recife und Olinda gilt als einer der kulturell vielfältigsten des Landes und ist bekannt für seine meterhohen Puppen (Bonecos de Olinda), die verschiedenen Frevo- und Maracatu-Rhythmen sowie einem der größten Karnevalsblocks der Welt (Galo de Madrugada).

### Museen
- Auf dem Festland befindet sich das Museu do Homem do Nordeste, von dem Soziologen und Anthropologen Gilberto Freyre gegründet, das die Kolonialgeschichte und Kultur des Nordostens dokumentiert: Sklaverei, Zuckerherstellung, Handarbeit, Folklore, Bekleidung, Musik.
- Das Museu do Estado de Pernambuco enthält Kunstgegenstände und Möbel aus der Kolonial- und Kaiserzeit Brasiliens.

### Musik
Recife gilt als Ursprungsort der folgenden Rhythmen und Musikstile:
- Frevo
- Mangue Beat
- Maracatu

- Brega Funk[12]

Die Band Ave Sangria stammt aus Recife.

## Wirtschaft und Infrastruktur
Südlich der Stadt liegt ein Industriegebiet mit Brauereien, Verpackung, Autoelektrik, Süßwaren und Textilien. Außerdem gibt es den „Digitalen Hafen“ mit IT-Betrieben, darunter Weltkonzerne wie Sun Microsystems, IBM und Microsoft.

### Statistische Daten
Nach dem IPEA betrug das BIP pro Kopf im Jahr 2002 7822 Real (siehe auch Liste der Länder nach Bruttoinlandsprodukt pro Kopf). 

Im Jahr 2000 hatte(n):
- 96,2 % der Einwohner Versorgung durch die städtische Müllabfuhr
- 88,0 % der Einwohner Zugang zu Leitungswasser
- 58,1 % der Einwohner einen Kanalanschluss
- die Einwohner eine durchschnittliche Lebenserwartung von 68,6 Jahren
- die Stadt 8875 Krankenhausbetten
- Recife eine Kindersterblichkeit von 3,8 %

### Verkehr
- Flughafen Recife
- Hafen von Suape

### Bildung
Örtliche Hochschulen:
- Universidade Federal de Pernambuco (UFPE)
- Universidade Federal Rural de Pernambuco (UFRPE)
- Universidade Católica de Pernambuco (UNICAP)
- Universidade de Pernambuco (UPE)

## Kriminalität
Recife ist mit etwa 53 Morden pro 100.000 Einwohnern (Stand 2018) trotz einer Abnahme in den letzten Jahren immer noch eine der Städte mit den höchsten Mordraten der Welt, liegt aber im Vergleich zu anderen Metropolen des Nordostens im Mittelfeld.
Zwischen 1996 und 2005 wurden im Bundesstaat Pernambuco 42.000 Morde verübt, im Jahr 2006 4638. Die Opfer sind hauptsächlich Jugendliche und junge Erwachsene im Alter zwischen 14 und 29 Jahren.
Vor allem die Favela do Coque auf der Insel Joana Bezerra gilt aufgrund der Armut als eine der gefährlichsten Gegenden der Stadt. „In Coque, dem Slum von Recife, wo Franklino de Lima starb, töten Kinder nur, um einen guten Platz zum Überfall auf Autofahrer zu verteidigen.“

## Persönlichkeiten

### Berühmte Einwohner
- Joaquim Nabuco (1849–1910), Politiker
- Dom Hélder Câmara (1909–1999), Erzbischof von Recife und Olinda, bedeutender Befreiungstheologe
- Paulo Freire (1921–1997), Pädagoge
- Gilberto Freyre (1900–1987), Soziologe
- Ariano Suassuna (1927–2014), Schriftsteller

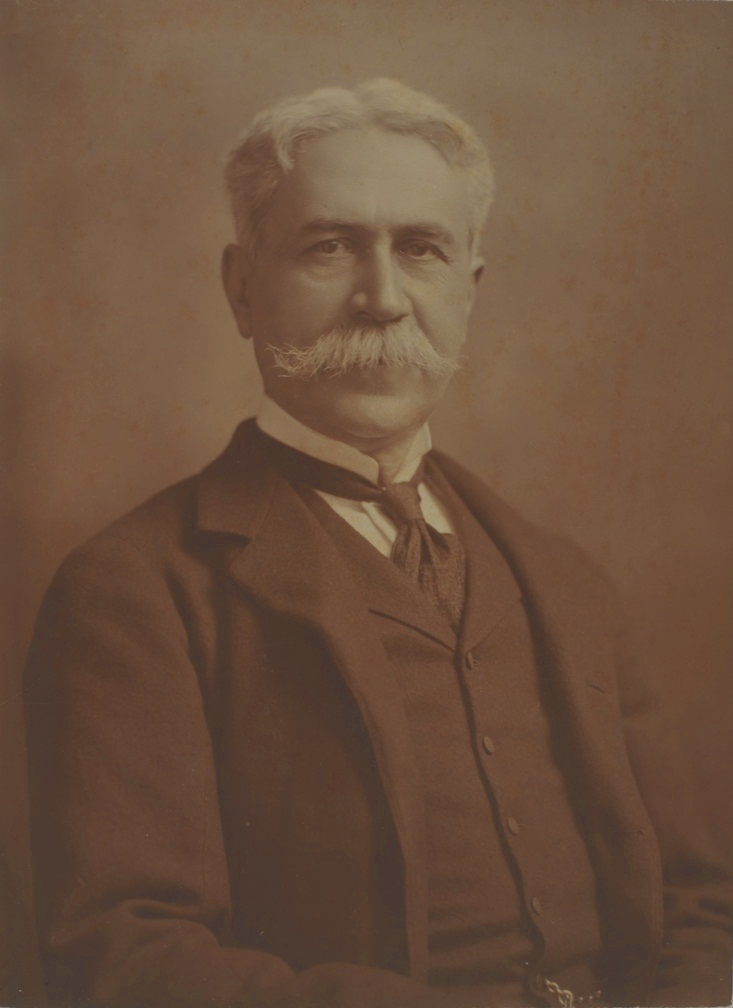
Joaquim Nabuco
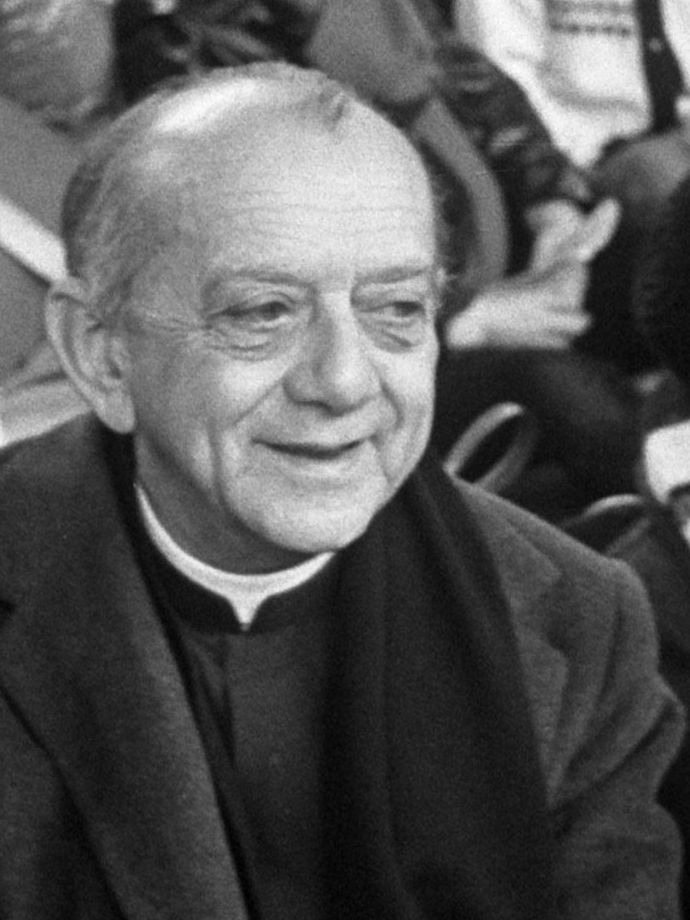
Dom Hélder Câmara
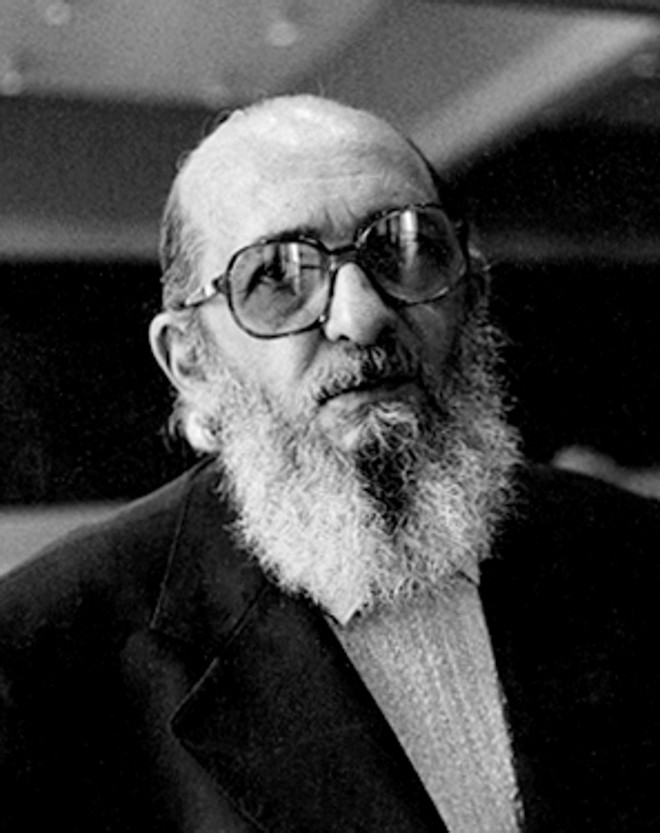
Paulo Freire
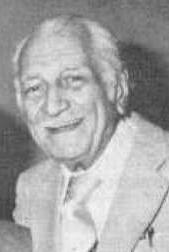
Gilberto Freyre
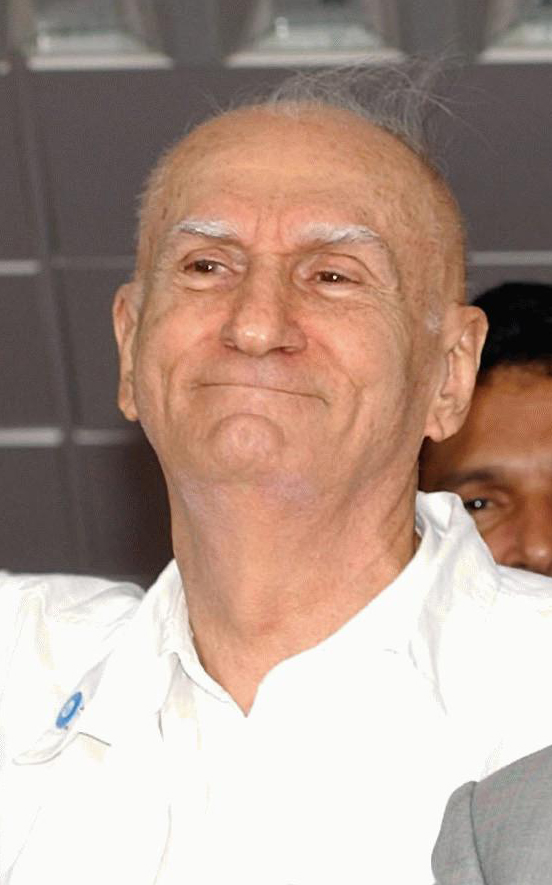
Ariano Suassuna